# علف جگن سیمین
 علف جگن سیمین(نام علمی: Artemisia cana) نام یک گونه از سرده درمنه‌ها است.